# 에우제니오 베르셀리니
에우제니오 베르셀리니(이탈리아어: Eugenio Bersellini; 1936년 6월 10일, 에밀리아-로마냐 주 보르고 발 디 타로 ~ 2017년 9월 17일, 토스카나 주 프라토)는 이탈리아의 전 축구 선수이자 감독이다.
그는 강철 교관(Il sergente di ferro)이라는 별칭으로도 알려져 있는데, 그의 훈련 시간은 선수들에게 매우 고되었던 것으로 회자된다.
그는 인테르나치오날레를 이끌고 1979-80 시즌에 리그 정상에 올랐고, 삼프도리아도 그의 임기 중인 1984-85 시즌에 코파 이탈리아를 들어올렸다.

## 수상

### 감독
인테르나치오날레
- 코파 이탈리아:[1] 1977–78, 1981–82
- 세리에 A:[1] 1979–80

삼프도리아
- 코파 이탈리아:[1] 1984–85

알-이티하드 트리폴리
- 리비아 프리미어리그:[1] 2001–02

### 개인
- 토리노 FC 명예의 전당: 2018[7]